# Светићево
Светићево (мађ. Svetityevo) је насеље у Србији у општини Бачка Топола у Севернобачком округу. Према попису из 2022. има 96 становника.

## Географски положај
Насеље Светићево се налази на истоку општине Бачка Топола, која заузима средишњи део Бачке, односно северозападни део Војводине.
Насеље Светићево је изграђено на лесној заравни непосредно уз источну страну долине Чика. Према истоку најближе је насеље Кавило, а на југозападу Победа. Центар села се налази на 45º 48’ СГШ и 19˚ 50’ ИГД (по Гриничу). Надморска висина атара Светићева се креће од 98 до 101 m, а централни део насеља је на 100 m надморске висине. Географско – саобраћајни положај Светићева, у регионалном смислу, не може се окарактерисати као повољан. Село је смештено изван главних саобраћајница и удаљено од већих центара. Светићево је асфалтним путем према западу, преко Победе и Гунароша, удаљено 24 km од Бачке Тополе. Ка истоку из насеља полази асфалтни пут, преко Кавила, којим је село удаљено 25 km од Аде и Сенте. Атар Светићева се на северу граничи са општином Сента, катастарска општина села Торњош, на истоку са катастарском општином села Кавило и на југу и западу са катастарском општином села Победа.

## Геологија
Палеозојске творевине. Шкриљаве метаморфисане стене захватају шири простор северне, средње и западне Бачке. Кристаласти шкриљци у виду греде, правца североисток – југозапад, пружају се из правца североисточног Баната. Према југозападној Бачкој, на територији општине Бачка Топола, откривени су гнајсеви код Бачке Тополе на дубини од 700 m и Орешковића на дубини од 1300 m. Шкриљци су дробљиви и распаднути.
Мезозојске творевине. У састав мезозојских творевина улазе претежно разноврсни пешчари, глинци, лапорци, конгломерати, кречњаци и др. Ове творевине су на више места фаунистички доказане или установљене на основу суперпозиционих односа. Седименти тријаса простиру се од средње Бачке, одакле се даље шире у Мађарску. Они су у општини Бачка Топола откривени на локалитету Бајша, на дубини 600 m. Седименте чине: сиви прекристаласти кречњаци, метаморфисани глинци и кречњачке брече.
Кенозојске творевине. Највеће су моћности и најбоље су проучене у Војводини. На основу палеонтолошких података утврђени су сви катови неогена. Неогене седименте најчешће чине: пешчари, песковити лапорци, глине, глиновити лапорци, конгломерати и др. Боја седимената је, зависно од услова седиментације, окержута, смеђа, црвена, плава, зелена, светлосива, тамносива и сл.
Квартарне наслаге су најдоступније проучавању. Оне су према В. Ласкареву настале у четири фазе: језерска фаза, барска фаза, копнена фаза и фаза ингресије и разарања рељефа створеног за време треће фазе. Прва фаза представља продужетак егзистенцијалне плиоценске језерске фазе. У другој фази, почетком квартара, настале су глине и сиви, врло фини глиновити пескови са мрким рђастим пегама. Копнени лес је почео да се таложи на таласасто – мочварној површини.

## Геоморфологија
Атар Светићева лежи на Бачкој лесној заравни непосредно уз источну страну долине Чика. Висина заравни у овом делу се креће од 98 до 101 m са падом према југоистоку. На благо заталасаној површини ретко распоређене могу се наћи плитке али простране лесне предолице. Бачка лесна зараван се простире од Великог бачког канала на југу, па до Суботичко – хоргошке пешчаре на северу. На истоку граница иде периферијом насеља Сомборске општине: Кљајићево, Чонопља, Светозар Милетић, Станишић и Риђица. У овим границама бачка лесна зараван захвата 2800 km². она је у целини благо заталасано узвишење са надморским висинама од 90 до 125 m.
Читава Бачка лесна зараван састављена је од фине, ситне субаерске прашине од које се дијагенезом формирао лес. Истраживањима 1972. године оспорена су сва дотадашња мишљења о постојању једне смеђе зоне. Наиме, овим истраживањима утврђене су у јужном делу (локалитет источно од Сивца) две смеђе зоне. Дебљина леса на простору општине Бачка Топола креће се у просеку од 8 до 26 m. На површини лесног склада јавља се дебео слој хумуса који је постао мешањем иструљених биљака са растреситим лесним педосупстратом. Овај хумусни слој, познатији као чернозем, богат је минералима и зато је веома плодан.
Фину, ситну прашину од које се формирао лес, донели су у геолошкој прошлости највише ветрови из источног и североисточног хладног квадранта. Њихова снага је у зони читаве Панонске низије слабила и зато су ветрови морали да спуштају транспортовану прашину. Она је на простору Бачке лесне заравни падала на суво и мочварно земљиште, па се отуда јавља и мешовита фосилна фауна. Конкретно, на простору овог дела лесне заравни, лес се најчешће навејавао на барску, односно мочварну основу. За атар Светићева карактеристичан микрорељефни облик су предолице.
Предолице су издужена и кратка отворена удубљења. Оне су настале у комбинованим хемијским и физичким процесима. Зачетак предолица је био још у првом акумулативном слоју леса, тј. у том периоду су постојале мочварне депресије, што потврђују мочварни фосили, у којима се вршила карстификација. Овај процес настављен је после нових навејавања леса све до данашњих дана.

## Клима
Климатске карактеристике Светићева условљене су пре свега географским положајем, надморском висином, ваздушним струјањима, хидрологијом, педолошлим покривачем али и оскудном вегетацијом.
Сунчеви зраци највећи угао имају за време летње дугодневнице (упадни угао 68° 42'), а најмањи за време зимске краткодневнице (упадни угао 28° 18'). Општина Бачка Топола се налази на раскрсници ваздушних маса из Руске низије и централне Европе које доносе континенталне и поларне одлике, циркулације са југа и југозапада доносе ваздушне масе средоземног и суптропског подручја, а са запада и северозапада циркулишу ваздушне масе са Атлантског океана.
Акциони центри, који изазивају атмосферску циркулацију крећући се преко Панонске низије, формирају се у облику антициклоналних и циклоналних стања у Руској низији, Средоземљу и Атлантском океану. Антициклонална стања током зиме су јако променљива. Слабљењем и настајањем антициклона формирају се циклони у Бискајском, Ђеновском и Млетачком заливу, крећу се преко Војводине, доносећи облачно, кишовито и краткотрајно топло време., које се врло брзо замењује хладним и снежним временом.
Током лета ваздушна циркулација маса је слабија али и знатно стабилнија. Изнад Атлантика ствара се прилично широка зона барометарског притиска (азорски максимум), док се изнад Европе формира барометарски минимум. Услед овакве ситуације и благих етезијских струјања од Атлантика према југоистоку, у јулу и августу је време доста стабилно и суво. Међутим, продором циклоналних струјања из Сагерака крајем пролећа и почетком лета јавља се влажно време и обилније кише које су изузетно значајне за вегетацију.
Поред тога, на климу Светићева доста утичу лесни покривач, чернозем и оскудна вегетација. Лети се горња површина лако и брзо загреје, а зими брзо расхлади. Услед тога је лети јака инсолацоја, а почетком зиме радијација.
Месец	I	II	III	IV	V	VI	VII	VIII	IX	X	XI	XII	Год.
Темп.	-2,5	1,2	5,1	11,8	16,5	20,1	21,6	20,4	16,4	11,6	6,4	0,6	10,08
На основу података средњих месечних температура ваздуха по годинама, у посматраном периоду, најтоплији месец је јул са просечном температуром ваздуха 21,6ºС. Узроци овога могу се тражити у ширем подручју. Наиме, средином лета јаче се загревају ваздушне масе изнад Русије које захватају и источну половину Панонске низије. Истовремено са запада крећу преко Алпа хладне ваздушне масе према Панонској низији, где владају барометарске депресије. Најнижа месечна температура ваздуха јавља се у јануару месецу, и у посматрано периоду је износила просечно -2,5ºС. Узроци ниских температура ваздуха у овом месецу могу се тражити у утицају географске ширине и продору хладних ваздушних маса са севера и североистока. Амплитуда температуре је доста велика и износи 24,1 °C и указује на континенталност климата. Просечна годишња температура за посматрани период је 10,08 °C.
Ветар је један од значајнијих фактора који утиче на формирање климе једног подручја, као модификатор с обзиром да доноси особине области из које потиче, и представља кретање ваздуха у атмосфери. Јавља се због разлика у ваздушним притисцима, услед неједнаког загревања атмосфере. Ветар утиче на најважније климатске елементе: температуру, влажност ваздуха, облачност и падавине. При климатским проучавањима, води се рачуна о правцу, честини и јачини ветра. Учесталост ветрова и тишина је изражена у промилима, при чему се укупан збир осматрања ветрова из свих праваца и тишина узима као 1000‰.
Општина Бачка Топола се налази на раскрсници ваздушних маса из Руске низије и централне Европе које доносе континенталне и поларне одлике, циркулације са југа и југозапада доносе ваздушне масе средоземног и суптропског подручја, а са запада и северозапада циркулишу ваздушне масе са Атлантског океана.
Акциони центри, који изазивају атмосферску циркулацију крећући се преко Панонске низије, формирају се у облику антициклоналних и циклоналних стања у Руској низији, Средоземљу и Атлантском океану. Антициклонална стања током зиме су јако променљива. Слабљењем и настајањем антициклона формирају се циклони у Бискајском, Ђеновском и Млетачком заливу, крећу се преко Војводине, доносе облачно, кишовито и краткотрајно топло време, које се врло брзо замењује хладним и снежним временом.
Током лета ваздушна циркулација маса је слабија али и знатно стабилнија. Изнад Атлантика ствара се прилични широка зона барометарског притиска (азорски максимум), док се изнад Европе формира барометарски минимум. Услед овакве ситуације и благих етезијских струјања од Атлантика према југоистоку, у јулу и августу је време доста стабилно и суво. Међутим, продором циклоналних струјања из Сагерака крајем пролећа и почетком лета јавља се влажно време и обилније кише које су изузетно значајне за вегетацију.
Посебно је велики значај ветра за пољопривредну производњу, где његов рад може бити користан или штетан. Користан рад ветра огледа се у томе што он доноси влажне ваздушне масе, па тиме утиче на повећање падавина, а у пролеће, за време велике влажности земљишта, повећава испаравање и омогућава опрашивање биљака. Штетност ветра у зимским месецима одражава се на озимим усевима у одсуству снежног покривача. Јаки ветрови механички оштећују пољопривредне културе и односе продуктивно тле, а суви ветрови у пролеће и лето проузрокују појаву еолске ерозије.
Најчешћи ветрови су из правца северозапада 210,5‰. Ови ветрови дувају у топлијем делу године и доносе кишовито време.
На другом месту су ветрови из правца југоистока (кошава) са честином од 205,9‰. Доминантан је у јужним деловима Војводине, а по честини примећује се да је веома изражен и у овом делу Бачке. Настаје када је висок ваздушни притисак над источном Европом, а низак над западним Средоземљем. То је сув ветар који подржава ведро време.
Трећи по честини јављања су ветрови из југозападног правца (164,8‰), ови ветрови се најчешће јављају у летњем делу године.
На четвртом месту су североисточни ветрови са честином 85,8‰. Остали ветрови у општини Бачка Топола немају већи значај.
Највећу брзину дувања постижу ветарови из правца севера од 2,1 m/s, и ветрови са северозапада 2,0 m/s. Југоисточни ветар има брзину од 1,8 m/s, североисточни 1,7 m/s, а западни ветар 1,6 m/s. Најмању брзину дувања имају источни, јужни и југозападни ветар – 1,4 m/s. Можемо приметити да су најчешћи ветрови уједно и ветрови са највећом брзином дувања. Најмању брзину дувања има источни ветар који је и ветар најмање честине.
У зависности од годишњих доба, мењају се и доминантни правци дувања ветрова. У јесен доминирају ветрови из североисточног и југоисточног правца, док зими преовлађује ветар из северног правца (северац). Северозападни ветар има висок степен учесталости током целе године.
Годишњи просек релативне влажности за посматрани период је 78,33%. Највећа релативна влажност је у зимским месецима, (јануар 88,6% и децембар 88%). У летњим месецима је најмања, у јулу износи (71,0%), јуну (71,5%) и мају (71,7%).
Средња годишња сума осунчавања изражава се у часовима сијања Сунца. За територију коју покрива метеоролошка станица у Бачкој Тополи, она износи 2073,5 h. Највећа дужина сунчевог сјаја је у јулу (297,0 h), док је најмања у децембру (48,7h).
Просечана годишња облачност је 5,6 десетина неба. Облачност је највећа у зимским месецима, децембру 7,8 и јануару 7,0 десетина неба. Најмања је у августу и износи 3,8 десетина неба.
Најведрији део године са просечном облачношћу од 4,5 десетине је лето, затим следи јесен са 5,2 десетина. Зима је најоблачније годишње доба са 7,1 десетина док пролеће има просечно 5,7 десетина. Што се тиче прелазних годишњих доба уочавамо да је пролеће облачније од јесени за 0,5 десетина, што је последица нижих температура пролећних месеци од јесењих.
Централна Војводина је прилично аридна област, у општини Бачка Топола у просеку се годишње излучи 592 mm. То је количина падавина која одговара аридним условима. Распоред и количина падавина по месецима вегетационог периода је добра и погодује гајењу биљака, што је искоришћено у потпуности. Највећа средња месечна количина падавина излучи се у јулу месецу (74 mm), а најмања средња месечна количина падавина је у марту (31 mm). Највећа количина падавина у току године излучи се у току лета (190 mm), зима је на другом месту са 142 mm, док се иста количина падавина (130 mm) излучи у пролеће и јесен. У вегетационом периоду излучи се 330 mm, што је веома повољно за развој биљног света, јер се највећа количина падавина излучи у периоду од априла до септембра. Киша се углавном излучује у виду сипећих киша, а ређе у виду пљускова.
У зимским месецима падавине се јављају и у виду снега. Први снег се обично јавља у новембру, а последњи у првој половини марта. Просечан годишњи број дана са појавом снега је 28 најснеговитији месец је јануар са просечно 15 дана под снегом.
Значај снежног покривача је веома велики и разноврстан, и огледа се пре свега у заштити пољопривредних култура, воћа и винове лозе од измрзавања, а поред тога представља и значајан извор влаге. Слој снега дебљине од само 1 cm, при крају зиме, даје око 30 t воде по хектару.
За вегетациони период од посебног значаја је број мразних дана у току године, као и време јављања мраза. Средњи годишњи број дана са мразевима износи 85. Мраз се појављује у октобру и траје до априла месеца, а само у изузетним случајевима јавља се и у септембру месецу, па можемо закључити да је број мразних дана у току вегетационог периода мали.

## Хидрологија
Атар Светићева је богат водама које се јављају у виду подземних и површинских. Подземне воде се јављају у виду фреатских (плитких издани) и артешких (дубоких издани). Површинске воде чине река Чик и вештачка акумулација Светићевско језеро и велики број канала који служи за наводњавање и одводњавање.
Подземне воде се деле на фреатску или плитку и артешку или дубоку издан. Проучавање подземних вода има вишеструки значај, нарочито ако се зна да су оне у извесним доменима људских потреба повољније од површинских, а за неке потребе су чак незаменљиве. Подземне воде су ретензиони резервоар од великог значаја за површинску хидрографску мрежу, а преко ове значајно утичу и на ерозивне и акумулационе процесе .
Анализом првог периода може се констатовати да се фреатске воде јављају најчешће на дубини испод 3 m, 8 – 10 m у највећем делу општине, изузимајући југоисточни део атара Гунароша, где се подземне воде јављају на дубини између 2,5 и 3 m, и долине Криваје, њених притока и Чика, где се подземне воде јављају на дубини између 1,5 и 2 m.
У другом периоду воде се на целој територији општине јављају испод 3 m, најчешће се налазе на дубини између 10 и 12 m.
Фреатске воде су неуједначеног квалитета и често се у једном насељу јављају сасвим неочекивани параметри. Воде најчешће имају повишен садржај гвожђа, велику тврдоћу, повећан садржај нитрата и нитрита. Поред тога воде су подложне бактериолошком загађењу, јер поред мале дубине постоји велики број загађивача које ствара човек (појава великог броја септичких јама, примена пестицида, хербицида и других агрохемијских препарата).
Артешка издан (дубока издан) представља посебан тип издани, код које се подземне воде налазе између два вододржива слоја под великим хидростатичким притиском. Артешка издан има зону храњења и зону истицања. Зона храњења је веома удаљена (обронци Карпата и Алпа) од којих долази подземно кроз пукотине или друге издани. Основни фактор хидростатичког притиска је притисак водене масе у широј околини Бачке (северни делови Мађарске) и ободним планинама Панонске низије. Водене масе из ових делова врше притисак на ниже колекторе. Овај хидростатички притисак, увећан притисцима апсорбованих гасова и притиском повлатне серије слојева, која има 2,7 пута већу специфичну тежину од воде, манифестује се у виду артешких, односно псеудо артешких појава у Бачкој.
На територији општине Бачка Топола седиментне серије плиоцена и квартара садрже више водоносних хоризоната. Ови хоризонти као саставни део читавог Панонског басена међусобно су повезани. За сада нису утврђене тачне резерве артешке воде у општини Бачка Топола, али досадашња истраживања указују да су знатне. Испитивања указују да вода после бушења избија под великим притиском и у већим количинама, а потом се притисак и издашност смањују до потпуног пресушивања бунара. На основу постојећих бунара утврђено је да су са аспекта водоснабдевања најбоље артешке воде са дубина од 63 до 110 m. Артешке воде су углавном лошег хемијског и доброг бактериолошког квалитета. Хемијском анализом воде запажа се знатно одступање од потребног квалитета воде за пиће, услед повишеног садржаја амонијака, гвожђа и повремено утрошка KMnO4.
Површинске воде у атару Светићева представљене су реком Чик, вештачком акумулацијом Светићевско језеро и каналима за наводњавање и одводњавање.
Чик је десна притока Тисе која извире код Горње Чикерије у Мађарској. Правац долине је северозапад – југоисток. Протиче источном ивицом Доње Чикерије, западном ивицом Вишњићева и кроз Чантавир. Протичући даље према југоистоку, Чик пресеца железничку пругу Бачка Топола – Сента, затим наставља поред Новог Орахова, Светићева, Гунароша, Оборњаче и код Бачког Петровог Села улива се у Тису.
Ушће Чика је померено за 3,9 km после изградње насипа на десној обали Тисе јужно од Бачког Петровог Села, 1907. године, ради спасавања Доњепетровачког рита од поплавних таласа Чика. Канал гравитацијом одводи воду Чика у Тису, а на његовом ушћу изграђена је устава којом се регулише водостај Чика. Сем неколико долова и депресија које само у влажном делу године имају воде, Чик нема осталих притока. Дужина Чика износи 102 km – у нашој земљи 90 km, а у Мађарској 12 km.
Извориште Чика налази се на 134 m, а ушће на 82 m апсолутне висине, укупан пад износи 52 m, а просечан пад 0,52‰.
Долина Чика је у горњем току, од извора на пустари Чикерија до пустаре Шебешић, састављена од већих или мањих депресија које представљају већа или мања језера у којима током целе године има воде. Од пустаре Шебешић може се лепо пратити долина Чика. Ширина долине креће се од 120 до 150 m, а дубина 18 – 20 m. Од Пустаре Верушић па до изласка са Бачке лесне заравни, Чик има знатно већу ширину и дубину, са читавим низом меандара. Ширина долине у овом делу креће се од 35 до 400 m, а дубина 20 – 25 m. Доњи ток Чика у дужини од 14 km налази се на Бачкој лесној заравни. У овом делу Чик више нема долину, те подсећа на стари напуштени меандар Тисе. Ширина долине у овом делу износи у просеку 80 – 100 m, а дубина 3 – 4 m.
Слив Чика захвата површину од 637 km². Од тога на слив Чика у нашој земљи отпада површина од 610 km², а у Мађарској 27 km². Слив Чика може се поделити на два дела: на слив лесне заравни са површином 585 km² и слив на лесној тераси површине 52 km². Свега 62 km² чини активан слив, док је остали део слива без површинског отицања.
У горњем току слив припада решеткастом типу, у средњем правоугаоном типу, а у доњем току слив се приближава кругу. Просечна ширина слива износи 6,37 km.
Чик добија воду од врло слабих извора у Мађарској, из атмосфере и од изданске воде. Највећу количину воде Чик апсорбује из атмосфере крајем пролећа и јесени, а најмању крајем лета, почетком јесени и зиме.
Фреатска вода у Бачкој лесној заравни налази се у просеку 8 – 18 m испод површине терена. Геотехничким истраживањима утврђено је да постоји сасвим незнатно сливање подземних вода ка долини Чика, јер је дно претежно водонепропусно. Овде треба изузети влажне године, када подземне воде расту па је њихов прилив у долину Чика велики.
На Чику, код пропусне станице у Бачком Петровом Селу, постоји водомерна летва, али се на њој не врше осматрања. Чик је 1924, 1942, 1956, и 1970. године имао висок водостај. Тада се разливао по Доњепетровачком риту и у средњем току по депресијама. Низак водостај се јавља лети, а у сушним годинама Чик има изузетно мало воде. За време умерено влажних година, Чик би пресушио током лета да не постоји устава на Тиси, која се при ниском водостају спушта па се вода узводно у Чику вештачки одржава. Просечан протицај на ушћу код уставе износи 1,34 m³/sek. Максималан протицај је 2,20 m³/sek, односно пропусна моћ код уставе на ушћу. Специфичан отицај на Чику је 2,10 l/m³/sek, а висина отицаја износи 66,225 mm.
Температура воде је различита у току године. Најнижа температура воде је током зиме, при температурама воде нижим од нуле вода се замрзне до 30 cm. У току лета температура воде је висока и мало се разликује од температура ваздуха.
Боја воде у доњем току је затвореномрка, а у средњем и горњем току сивомрка. Највећи део долине Чика у нашој земљи (79 km) није регулисан.
Светићевско језеро је вештачка акумулација изграђена 1986. године, у непосредној близини насеља Светићево, у долини Чика. Укупна запремина језера је 3.973.500 m³ а дужина бране износи 575 m. Брана је изграђена од земљаног материјала са бетонском облогом. Дужина језера је 7,9 km, правац пружања језера је северозапад – југоисток, а површина око 240 hа при коти максималног успора. Кота максималног успора је на 93,5 m, кота дна бране на 91,5 m и кота круне бране на 95 m.
Велики вештачки хидрографски објкекат, Светићевско језеро, планирано је пре свега за прихватање површинских вода из сливног подручја, наводњавање пољопривредних површина, водоснабдевање сточарских фарми и индустрије, спорт, рекреацију и уопште за туризам.
Светићевско језеро је одмах после изградње порибљено од стране предузећа „ДТД“, и као шарански рибњак веома успешно је пословао до деведесетих година.
Данашње функције језера су:
- прихватање површинских вода насталих одводњавањем сливног подручја – 55%
- коришћење акумулисане воде за наводњавање – 40% и
- секундарне функције језера (рекреација, спорт ) – 5% (ДТД — Криваја).

Потенцијали Светићевског језера су велики, пре свега за наводњавање али и развој различитих облика туризма. Овај велики пројекат остао је неискоришћен и услед свеобухватне кризе друштва и привреде полако зараста у трску и пропада.

## Педологија
Чернозем карбонатни (мицеларни) на лесном платоу представља специфичну педолошку творевину насталу у сувом и топлом климату у степској континенталој клими и њој својственој вегетацији. Карактеристике оваквог земљишта треба приписати особинама климе, затим својствима типског леса као матичног супстрата и уделу карбоната у њему, односно, доброј пропустљивости и дубокој подземној води. Данас је вегетација, која је у стварању овог земљишта играла важну улогу, сасечена и преорана, па се готово цео простор, под овим земљиштем, налази под пољопривредним културама.
По механичком саставу претежно је иловача и лака иловача. Захваљујући својој веома доброј порозности задовољавајуће упија водени талог, а довољна количина глине и капиларних пора омогућавају потребно задржавање влаге у земљишту. Структура је ситногрудвичаста и ситнозрнаста, а у сувом стању и мрвична. Боја овог чернозема је изразито мркосмеђа, али може и да варира од отворено до затворено мрке што, умногоме, зависи од влажности али и од процента хумуса. Први хоризонт је тамни хумусни хоризонт дебљине 50 – 70 cm. Прелазни хоризонт постепено мења боју и дебљине је 40 до 60 cm. На дубини од 110 cm почиње матична стена. Снабдевеност хумусом је осредња. Ово земљиште има богате резерве хранљивих састојака. Основна хемијска особина је висока карбонатност. Од биолошких особина најважнија је његова микробиолошка активност која је интензивна у првој половини вегетационог периода, док је у другој најчешће редукована због смањене влажности. На основу приказаних особина може се закључити да ово земљиште има веома велику производну вредност што га сврстава у ред најквалитетнијих земљишта. Највећи део атара Светићева налази се под овим земљиштем.
Ливадска црница карбонатна на лесном платоу припада групи интерзоналних хидрогених типова земљишта. Формирала се у мањим депресијама услед деловања подземних вода на матични супстрат (лес) што је имало за последицу оглејавање леса у виду мањих или већих плавично – зелених флека или рђасто – зелених флекица. Земљиште има веома дубок хумусно – акумулативни хоризонт, претежно је иловастог састава, а у стању умерене влажности оранични слој креће се око 4%. Земљиште је добро снабдевено биљним хранивом у доступном облику и има веома добре физичке, водно – физичке и топлотне особине. На крају, добре хемијске и физичке особине дубљих слојева су основне производне карактеристике које омогућавају да се ово земљиште сврста у групу земљишта високе производне способности (Група аутора, 1972).
Ово земљиште има нешто мање производне вредности од чернозема јер се високи приноси могу остварити једино кад има довољно воденог талога. Наводњавање, као једна од агротехничких мера, могло би отклонити недостатак влаге у земљишту, чиме би приноси били стабилнији.
Ливадска црница карбонатна на лесној тераси је типично земљиште Бачке лесне заравни. Водно – ваздушне особине хумусног хоризонта овог земљишта су врло повољне. Ливадска црница карбонатна је изразито пољопривредно земљиште високих производних особина. Ово земљиште је одличне структуре, те је лако за обраду, богато је хумусом и азотом, као и фосфором и калијумом. Успешно се користи за гајење свих ратарских култура. Због тога се све површине под овим земљиштем користе као оранице.

## Биљни и животињски свет
Биљни и животињски свет у атару Светићева, као и у читавој Панонској низији, знатно је измењен у последња три века. Ове промене су нарочито евидентне код биљног света где је дошло до преоравња природне степе и појаве већих површина под културним биљем. На ораничним повшинама највише се гаје житарице (пшеница, кукуруз, јечам) и индустријске биљке (сунцокрет, шећерна репа и соја), затим поврће, воће, ређе и виногради. Истовремено настали су нови еколошки услови, што је довело до нестајања неких старих и појаве неких нових животињских врста.
Биљни свет у атару Светићева представљен је пре свега културним пољопривредним културама. Природна вегетација се задржала на ограниченим површинама, поред путева, канала, у долини Чика и мањим необрађеним теренима. У атару Светићева могу се издвојити следеће биљне заједнице: ливадско–пашњачке, шумске заједнице, заједнице вода и мочварне заједнице.
- Ливадско–пашњачке заједнице — Биљни свет ливада и пашњака је разнолик како по заједницама тако и флористички. С обзиром на простране површине ораница, ливаде и пашњаци заузимају релативно мала пространства. Зато се поједине заједнице овде најчешће јављају фрагментарно, на ограниченим површинама. Од важнијих врста срећу се: хајдучка трава (Achillea millefolium), ливадска детелина (Trifolium pratense), ливадска жалфија (Salvia pratensis), млечика (Euphorbia cyparissias), зубача (Cynodon dactilon), ивањско цвеће (Galium verum), красуљак (Bellis perenis) и др.
- Шумска вегетација заузима најмањи део атара. Правих шума у атару нема, једино се поред водотока јављају заједнице тополе и врбе (Populeto–Salicetum), дивље трешње (Prunus avium), дивље крушке (Pirus pyraster) и др. Испод њих налазе се глог (Crataegus nigra), пољски брест (Ulmus minor) и др.
- Вегетација вода успева у Чику, каналским притокама и у Светићевском језеру. Неке од њих слободно пливају, а неке су чврсто укорењене у дну. Често се срећу: алге порожнице (Chara sp.), сочивица (Lemna sp.), водени троскот (Polygonum amphibium), бели локвањ (Nymphaea alba), жути локвањ (Namphar luteum) и др.
- Мочварне заједнице се надовезују на вегетацију вода и јављају се ближе обали. У њима доминирају заједнице трске и рогоза, уз које се јављају једна или неколико, обично вишегодишњих зељастих биљака. Као доминантне врсте јављају се: трска (Phragmites communis), рогоз (Scirpus lacustris), шевар (Typha latifolia), сладика (Glyceria fluitans), ниска сита (Schoenoplectus supinus) и др.

Животињски свет је у прошлости био далеко богатији. Изменом вегетације, као и опсежним мелиорационим радовима, многе животињске врсте су нестале. Од ловне дивљачи у атару Светићева срећу се: срна, зец, лисица, бизам, фазан, пољска јаребица, препелица, дивља патка, гугутка и грлица. Најбројнији сисари су водени пацов (Ondatra zibethica), хрчак, твор, ласица, кртица, јежеви и др. Поред пернате дивљачи срећу се и кукавица, ћук, детлић, сива врана, црна врана, сврака, кобац и др. Најзаступљенији гмизавци су барска корњача, сиви гуштер, змија беолоушка и др.

## Демографија
У насељу има 58 домаћинства, а просечан број чланова по домаћинству је 2,28.
Становништво у овом насељу веома је хомогено, са претежно српским становништвом, а у последња четири пописа, примећен је пад у броју становника.
|  |

| Демографија | Демографија | Демографија |
| Година      | Становника  | Становника  |
| ----------- | ----------- | ----------- |
| 1948.       | 946         |             |
| 1953.       | 1.196       |             |
| 1961.       | 1.292       |             |
| 1971.       | 1.148       |             |
| 1981.       | 257         |             |
| 1991.       | 229         | 229         |
| 2002.       | 205         | 205         |
| 2011.       | 147         |             |

| Етнички састав према попису из 2002.‍ | Етнички састав према попису из 2002.‍ | Етнички састав према попису из 2002.‍ | Етнички састав према попису из 2002.‍ | Етнички састав према попису из 2002.‍ |
| ------------------------------------ | ------------------------------------ | ------------------------------------ | ------------------------------------ | ------------------------------------ |
|                                      |                                      |                                      |                                      |                                      |
| Срби                                 | Срби                                 |                                      | 107                                  | 52,19%                               |
| Мађари                               | Мађари                               |                                      | 83                                   | 40,48%                               |
| Црногорци                            | Црногорци                            |                                      | 2                                    | 0,97%                                |
| Немци                                | Немци                                |                                      | 1                                    | 0,48%                                |
| Македонци                            | Македонци                            |                                      | 1                                    | 0,48%                                |
| Југословени                          | Југословени                          |                                      | 1                                    | 0,48%                                |
| непознато                            | непознато                            |                                      | 0                                    | 0,0%                                 |

| Година пописа     | 1948. | 1953. | 1961. | 1971. | 1981. | 1991. | 2002. |
| ----------------- | ----- | ----- | ----- | ----- | ----- | ----- | ----- |
| Број домаћинстава | 219   | 299   | 360   | 329   | 83    | 85    | 74    |

| Број чланова      | 1  | 2  | 3  | 4  | 5 | 6 | 7 | 8 | 9 | 10 и више | Просек |
| ----------------- | -- | -- | -- | -- | - | - | - | - | - | --------- | ------ |
| Број домаћинстава | 19 | 21 | 10 | 13 | 6 | 4 | 0 | 1 | 0 | 0         | 2,77   |

| Пол    | Укупно | Неожењен/Неудата | Ожењен/Удата | Удовац/Удовица | Разведен/Разведена | Непознато |
| ------ | ------ | ---------------- | ------------ | -------------- | ------------------ | --------- |
| Мушки  | 95     | 35               | 53           | 4              | 2                  | 1         |
| Женски | 82     | 9                | 53           | 17             | 2                  | 1         |
| УКУПНО | 177    | 44               | 106          | 21             | 4                  | 2         |

| Пол    | Укупно                    | Пољопривреда, лов и шумарство | Рибарство                            | Вађење руде и камена | Прерађивачка индустрија       |
| ------ | ------------------------- | ----------------------------- | ------------------------------------ | -------------------- | ----------------------------- |
| Мушки  | 54                        | 41                            | 0                                    | 0                    | 8                             |
| Женски | 28                        | 18                            | 0                                    | 0                    | 6                             |
| УКУПНО | 82                        | 59                            | 0                                    | 0                    | 14                            |
| Пол    | Производња и снабдевање   | Грађевинарство                | Трговина                             | Хотели и ресторани   | Саобраћај, складиштење и везе |
| Мушки  | 0                         | 2                             | 1                                    | 1                    | 0                             |
| Женски | 0                         | 0                             | 0                                    | 1                    | 0                             |
| УКУПНО | 0                         | 2                             | 1                                    | 2                    | 0                             |
| Пол    | Финансијско посредовање   | Некретнине                    | Државна управа и одбрана             | Образовање           | Здравствени и социјални рад   |
| Мушки  | 0                         | 0                             | 1                                    | 0                    | 0                             |
| Женски | 0                         | 0                             | 0                                    | 1                    | 2                             |
| УКУПНО | 0                         | 0                             | 1                                    | 1                    | 2                             |
| Пол    | Остале услужне активности | Приватна домаћинства          | Екстериторијалне организације и тела | Непознато            | Непознато                     |
| Мушки  | 0                         | 0                             | 0                                    | 0                    | 0                             |
| Женски | 0                         | 0                             | 0                                    | 0                    | 0                             |
| УКУПНО | 0                         | 0                             | 0                                    | 0                    | 0                             |

## Привреда
Земљорадњом у Светићеву се баве искључиво индивидуална пољопривредна домаћинства. У селу три домаћинства обрађују веће површине од стотинак хектара, док остала домаћинства обрађују мале површине од десетак хектара. Разлози уситњености поседа у атару Светићева су пре свега велики број старачких домаћинстава, која нису у могућности да обрађују веће поседе, али и непостојање земљорадничке задруге, која би производњу организовала на већим површинама.
Проблеми са којима се срећу пољопривредници у Светићеву су бројни: застарели машински парк, високе цене резервних делова, и пољопривредног репроматеријала, а ниске и несигурне цене пољопривредних производа. Све лошија ситуација у пољопривреди, изазвана свеобухватном кризом друштва од деведесетих година, условљава исељавање пре свега младог становништва, које одлази у град у потрази за послом.
У Светићеву се стока гаји искључиво у оквиру домаћинстава и за сопствене потребе. Животиње се као и у већини села данас не користе за рад већ за добијање хране. По домаћинствима се гаје свиње, живина, овце, козе и ретко говеда. Запажа се смањење сточног фонда, што је директна последица смањења броја становника у насељу и знатног пораста броја старачких домаћинстава.
Индустрија у Светићеву у правом смислу речи није развијена, не постоји ниједан индустријски објекат, па се може рећи да је сведена на услужно занатство. Данашњи степен развијености занатства у Светићеву не може се окарактерисати као значајан. Многи стари занати су нестали, а нови су заступљени веома ретко и у недовољној мери.
Занати су пре индустријализације имали много већи значај него данас, па је тако Светићево после Другог светског рата имало више занатских радњи него данас.
Од новијих заната у Светићеву данас ради неколико мајстора из различитих области и сви се тим запослењем баве као допунским, уз стално запослење или пољопривреду.
Од трговинских објеката у селу постоји само једна продавница у центру, која је уједно продавница прехрамбених производа и сточне хране. Снабдевеност продавнице основним прехрамбеним артиклима је задовољавајућа, а становништво своје потребе за робом широке потрошње задовољава у околним селима и Бачкој Тополи.

## Насеља
Првобитно је, 1923. године, у насеље досељено 30 српских и црногорских породица из Лике, Баније, Кордуна и Црне Горе. Касније је у село досељена још једна група, од двадесетак добровољачких породица из Првог светског рата, такође из истих крајева. После досељавања колониста куће су плански подизане са циљем окупљања салаша и стварања насеља збијеног типа. Народно име за насеље после оснивања било је Колонија.
До 1935. године насеље носи име Светићево Село, а касније само Светићево. Оно данас обухбвата и део некадашњег насеља Мала Пешта.
Морфолошке карактеристике су најуочљивије особине насеља. Оне заправо представљају изглед насеља. У морфолошке карактеристике насеља спадају: облик основе, структура и физиономија насеља. Оне су, најчешће, последица природних и друштвених услова настанка и развитка насеља.
Облик основе насеља представља површину земљишта коју једна агломерација заузима. Светићево има облик правилног правоугаоника и изграђено је уз пут ка суседном селу Кавилу.
Структура насеља подразумева унутрашње уређење, односно, правце пружања улица, тргова, слободних површина, распоред кућа и друго. Основни критеријум за одређивање структуре је правац пружања улица, Светићево по том критеријуму има линеарну структуру, јер је највећи број кућа подигнут уз пут главне улице.
После досељавања, куће су грађене стихијски поред дужи. У каснијем периоду даљи развој насеља каналисан је у планске оквире одређивањем улица. Светићево је данас типично панонско насеље, плански грађено, широких улица ортогоналног распореда, са центром на месту где се укрштају две највеће улице. Главна улица у Светићеву носи назив „Републичка“ и има правац запад — исток. На њу се са северне стране надовезују четири попречне улице, у правцу север – југ. Главна улица је део великог Ађанског пута у дужини од 600 m. Попречне улице су дугачке 300 m. Насеље има три улична блока правилног правоугаоног облика величине 300 пута 150 m. Грунтови су веома пространи, у просеку имају око 3200 m². Величина уличних блокова и грунтова сведочи о покушају да се једно разбијено салашарско насеље, одређивањем уличне мреже, преобрати у насеље збијеног типа. Село је подељено асфалтним путем из правца Гунароша и Победе према Кавилу на два неједнака дела. Део села јужно од пута је новији, и настао је комасацијом и планском градњом осамдесетих година. Овај део села нема попречних улица, а све куће су концентрисане уз пут.
Североисточно од насеља, поред пута који је продужетак „Гробљанске“ улице, на око 300 m од Светићева, налази се Мала Пешта. Пред Други светски рат, 1937. године, ту је формиран један низ од 18 кућа. Око продаје парцела био је ангажован неки човек по имену Пешти, па је заселак назван Мала Пешта. Данас је од овог засеока остало само пар салаша. Ту се налази гробље где се сахрањују становници Светићева и Кавила.
У центру села је смештена некадашња школска зграда, парк, сеоско игралиште, као и продавница. Физиономија насеља подразумева спољашњу и унутрашњу физиономију. Спољашњу физиономију чине: силуета насеља, висина зграда, распоред зграда и карактеристични маркантни објекти у насељу. Унутрашњу физиономију чине: висина зграда, њихов размештај, коришћени грађевински материјал, старост зграда итд.
У спољашњој физиономији најмаркантнији елемент је силуета насеља. Силуета Светићева је типична за војвођанско поднебље. Њу одређују ниске куће и мала густина градње. Због тога је и силуета Светићева неизражена, тј. има иражену хоризонталну димензију.
Насеље је сачињено углавном од приземних или једноспратних кућа. У центру насеља налазе се већ поменути објекти: објекат бивше школе, кафана и продавница. Према периферији смењују се нове спратне и старе приземне куће.
Старе куће су углавном грађене од земље (набијаче), док се за изградњу нових кућа користи савремени грађевински материјал (цигла, бетон, гвожђе...). У селу постоји и велики број кућа грађених од комбинованог материјала (набој-цигла или черпић-цигла), ове куће су настале тако што су куће од меког материјала адаптиране или дограђиване тврдим материјалом. Све куће се данас граде према урбанистичком плану.
Куће су пре Другог светског рата грађене углавном од меког материјала, све ушорене и према сличном, типично панонском, распореду просторија и зграда у дворишту. Веће куће, имућнијих власника, у том периоду граћене су од черпића или цигле и биле су покривене бибер црепом. Имале су високе плафоне, дрвене подове и велике прозоре са двоструким стаклима.
Распоред просторија је био такав да су поређане у низу, једна иза друге повезане вратима између сваке, а у неке просторије се могло ући и из ходника који је са једне стране био отворен, само са стубовима.
Новије куће грађене у последњих тридесетак година, све су од чврстог материјала, неке приземне, а неке на спрат. Неке од њих су грађене по узору на старе куће „уз пут“, док је већина њих са поткровљем или једноспратна. Спољашњост неких нових кућа је од фасадне цигле.
Предње и стражње економско двориште су строго одвојени. У предњем дворишту је увек чисто. Ту се обично налази леја са цвећем и понека воћка, а у економском дворишту смештене су стаја, најчешће у продужетку куће, затим свињци изнад којих је смештен кош за кукуруз од дрвета, кокошињац и разне шупе. Иза економског дворишта је башта.
Већина нових кућа није ушорена, већ су увучене 2 –3 m од улице. Предње двориште је у већини случајева бетонирано.
Запуштених и напуштених кућа у селу има много. Поједине улице су готово потпуно напуштене. Напуштених кућа у селу је било више пре доласка избеглица. Њихови власници углавном не живе у Светићеву, већ у градовима. Има и кућа које су настањене, али се не одржавају јер у великом броју тих кућа живе самачка домаћинства, а неке се не оджавају и због беспарице или немара власника.
Занимљиво је да се у селу налази велики број нових спратних кућа које су недовршене и неусељене. Ове куће су грађене осамдесетих година. Њихови власници су пореклом из Светићева, а градили су куће планирајући да се врате у село, које је у то време још увек имало перспективу. Услед кризе која је наступила деведесетих година ове куће су остале недовршене, а њихови власници се никад нису вратили у село. Судбина ових кућа, као и целог насеља је неизвесна и остаће да чекају нека боља времена, а до тада ће препуштене зубу времена наставити да пропадају.
Становници Светићева су се водом снабдевали до 1972. године са неколико ручних пумпи – бунара, који су били распоређени по свим улицама, а већина домаћинстава имала је отворени бунар у дворишту. И данас на неколико места у селу постоје пумпе за воду. Сеоски водовод је изграђен 1972. године, чиме је трајно решено снабдевање водом. У селу су ископана три бунара и сва домаћинства су прикључена на водоводну мрежу. На овај начин у селу је решено редовно снабдевање квалитетном водом.
Канализациона мрежа у Светићеву не постоји, а домаћинства у селу користе септичке јаме. Изградњом водовода престала је потреба за бунарима па су их многи власници затрпали, а неки су почели да их користе као септичке јаме спојивши канализациони одвод са њима. То сигурно условљава и слабији квалитет воде која се користи у јавном водоводу.
Електрификација у Светићеву је почела 1933/1934. године, изградњом електричне централе на дрва, која је снабдевала село монофазном струјом све до 1957. године. Струја је у то време коришћена готово искључиво за јавну расвету. Доласком трофазне струје далеководима 1957. године, светићевска домаћинства постепено прелазе на савремени начин снабдевања струјом.
Данас у насељу не постоји школа. Основна школа је радила до средине седамдесетих година када је због малог броја ђака затворена. Ђаци су после тога похађали основну школу у суседној Победи. Крајем осамдесетих година и ова школа је затворена, па данас деца из Светићева похађају основну школу у Гунарошу и Бачкој Тополи. Непостојање основне школе у селу, и велика удаљеност од Гунароша и Бачке Тополе, представља велики проблем и један су од основних разлога исељавања младих људи из села.
Здравствена заштита становништва Светићева је организована преко амбуланте у суседној Победи.
Од спортских клубова у селу постоји само ловачко друштво „Голуб“, које је заједничко за насеља Његошево, Гунарош, Победа и Светићево. Ловачко друштво газдује површином од 6521 ha и има око 80 чланова. Некада је друштво имало велике приходе од страних ловних туриста, а данас се финансира искључиво од чланарине и малог броја домаћих туриста.
У селу не постоји црква, становници православне вероисповести одлазе у православну цркву у Бачкој Тополи, а католичке у цркву у Гунарошу. Из тих места и долазе свештеници за потребе верских обреда становника села.

## Каштел Енгелман
У вези са старијом историјом насеља, вредно је помена, да је у околини Светићева и оближње Победе до 2. светског рата газдовало неколико феудалних властелина, велепоседници Рудић, Бајић и Енгелман, и малопоседници Офнер и Рафаи на чијим имањима су радили малобројни надничари из околњих салаша и села. Иначе, подручје је у времену након најезде Турака и победе над њима (Битка код Сенте, 1697) било готово ненасељено, травната пустара, те су властелини на крају 19. века од Краљевске коморе добили велики комплекс земље да започну пољопривредну производњу и гајење винове лозе. Доласком колониста земља феудалаца је умањена и подељено је шест јутара по породици досељеника. Након потпуног протеривања феудалаца 1946. године имовина им је национализована и захваљујући социјалистичкој реформи сада су и некадашњи кметови, локални салашари могли да постану самостални земљорадници. Мајурства су претворена у задруге (нпр. у Победи), и посао је могао добити свако. Данас су послератне пољопривредне задруге или приватизоване (стечајним поступком од стране фирми), или припадају држави која их приватницима даје у закуп. Процес реституције није спроведен, јер већина власника некадашњих феудалних поседа више не постоји или нико није поднео захтев за обештећење или враћање одузете имовине.
Локални каштел једини сведочи из тог периода. Најмоћнији од феудалаца Енгелман Јене, је поседовао 2000 јутара земље, где је наумио да изгради летњиковац за своју породицу. Каштел је подигнут око 1910. године, правоугаоне је и компактне основе, грађен као слободно стојећи спратни објекат у наменски сађеном парку у близини реке Чик. Током социјалистичких револуција које су 1919. протутњале Европом каштел је задобио први ударац, замак је запоседнут и опљачкан. Бесни, сиромашни кметови, ветерани у повратку из рата и остали грађани разносили су ко је шта стигао. Међутим, Енгелману је све било враћено, чак је и француски одред који је привремено био стациониран у близини учествовао у потрази за предметима. Међутим, прави ударац властелину значила је државна конфискација његове земље од стране нове власти Краљевине СХС, што је најављивало крај једног историјског периода. Полако је све око каштела порушено, а данас стоје само пусти зидови некада велелепног здања, док поље око њега најме локални чобани за испашу оваца.
Данас, летњиковац не служи ничему, врата и прозори не постоје, али је кров у добром стању. Групица грађана из Светићева је покушала да га реновира, али су им прозори, врата и други потребни материјал покрадени. Из тог покушаја су нови кров и малтерисане фасаде на објекту. Мештани из околних места први мај прослављају у парку летњиковца. Захваљујући људима који су покушали да га реновирају, летњиковац, иако напуштен без прозора и врата, изгледа аутентично, стоји ту усред запуштеног парка као сведочанство старих времена. Каштел не ужива никакву заштиту као споменик културе. Налази се 1300 метара од села и може се посетити силаском са пута за Гунарош.